# Stoy (Illinois)
Stoy est un village du comté de Crawford dans l'Illinois, aux États-Unis,. Il est incorporé le 29 mai 1909.

## Démographie
Lors du recensement de 2010, le village comptait une population de 104 habitants. Elle est estimée, en 2016, à 112 habitants.

## Source de la traduction
- (en) Cet article est partiellement ou en totalité issu de l’article de Wikipédia en anglais intitulé « Stoy, Illinois » (voir la liste des auteurs).